# Saint-Laurent (Cher)
Saint-Laurent és un municipi francès, situat al departament de Cher i a la regió de Centre – Vall del Loira. L'any 2007 tenia 393 habitants.

## Demografia

### Població
El 2007 la població de fet de Saint-Laurent era de 393 persones. Hi havia 158 famílies, de les quals 36 eren unipersonals (32 homes vivint sols i 4 dones vivint soles), 55 parelles sense fills, 59 parelles amb fills i 8 famílies monoparentals amb fills.
La població ha evolucionat segons el següent gràfic:
Habitants censats

### Habitatges
El 2007 hi havia 192 habitatges, 157 eren l'habitatge principal de la família, 26 eren segones residències i 9 estaven desocupats. 190 eren cases i 1 era un apartament. Dels 157 habitatges principals, 132 estaven ocupats pels seus propietaris, 21 estaven llogats i ocupats pels llogaters i 4 estaven cedits a títol gratuït; 4 tenien dues cambres, 18 en tenien tres, 38 en tenien quatre i 98 en tenien cinc o més. 129 habitatges disposaven pel capbaix d'una plaça de pàrquing. A 45 habitatges hi havia un automòbil i a 105 n'hi havia dos o més.

### Piràmide de població
La piràmide de població per edats i sexe el 2009 era:
| Homes | Edats   | Dones |
| ----- | ------- | ----- |
| 0     | 95 o +  | 8     |
| 4     | 90 a 94 | 4     |
| 0     | 85 a 89 | 0     |
| 0     | 80 a 84 | 0     |
| 0     | 75 a 79 | 8     |
| 4     | 70 a 74 | 0     |
| 12    | 65 a 69 | 8     |
| 4     | 60 a 64 | 16    |
| 8     | 55 a 59 | 0     |
| 4     | 50 a 54 | 8     |
| 24    | 45 a 49 | 8     |
| 16    | 40 a 44 | 12    |
| 32    | 35 a 39 | 16    |
| 12    | 30 a 34 | 20    |
| 8     | 25 a 29 | 8     |
| 0     | 20 a 24 | 4     |
| 12    | 15 a 19 | 12    |
| 16    | 10 a 14 | 4     |
| 16    | 5 a 9   | 8     |
| 24    | 0 a 4   | 12    |

## Economia
El 2007 la població en edat de treballar era de 267 persones, 215 eren actives i 52 eren inactives. De les 215 persones actives 198 estaven ocupades (107 homes i 91 dones) i 17 estaven aturades (7 homes i 10 dones). De les 52 persones inactives 17 estaven jubilades, 14 estaven estudiant i 21 estaven classificades com a «altres inactius».

### Ingressos
El 2009 a Saint-Laurent hi havia 165 unitats fiscals que integraven 399 persones, la mediana anual d'ingressos fiscals per persona era de 20.431 €.

### Activitats econòmiques
Dels 10 establiments que hi havia el 2007, 2 eren d'empreses de comerç i reparació d'automòbils, 1 d'una empresa d'informació i comunicació, 2 d'empreses immobiliàries, 2 d'empreses de serveis, 1 d'una entitat de l'administració pública i 2 d'empreses classificades com a «altres activitats de serveis».
L'únic servei als particulars que hi havia el 2009 era una agència immobiliària.
L'any 2000 a Saint-Laurent hi havia 7 explotacions agrícoles.

## Equipaments sanitaris i escolars
El 2009 hi havia una escola elemental integrada dins d'un grup escolar amb les comunes properes formant una escola dispersa.

## Poblacions més properes
El següent diagrama mostra les poblacions més properes.